# Publicity
Publicity je dvanáctá epizoda amerického televizního muzikálového seriálu Smash. Epizoda se poprvé vysílala na americkém televizním kanálu NBC dne 23. dubna 2012.

## Děj epizody
Derek (Jack Davenport) sdělí Karen (Katharine McPhee), že si přeje, aby právě ona hrála Marylin. Ellis (Jaime Cepero) to uslyší a řekne o tom Rebeccinu (Uma Thurman) asistentovi, Randallovi. Rebecca si udělá z Karen svou novou nejlepší kamarádku, bere ji na večírky a dává ji drahé oblečení. V bulváru je také prohlášení, že je Karen Rebečinou novou milenkou a Dev (Raza Jaffrey) se rozzlobí. Karen vezme Rebeccu na večeři, aby poznala osobně Deva, na večeři se ale Dev a Rebecca začnou hádat o to, který z nich má na Karen špatný vliv.
Julia (Debra Messing) a Frank (Brian d'Arcy James) nemohou najít svého syna Lea (Emory Cohen), oba si myslí, že je s tím druhým. Nakonec Julia vytáhne s Leova nejlepšího přítele, Masona (Hunter Gallagher), že Leo je schovaný u nich a spí na podlaze, aby se mohl vyhnout krizi, která je doma. Julia a Frank jsou schopni začít znovu a zamést pod koberec Juliinu milostnou aféru.
Rebecca nadále soutěží o moc ve společnosti, což vede k neprofesionálnímu chování jako zpožděné příchody nebo donucení inspicientky, aby ji dělala speciální koktejly. Derek je donucen převzít plnou kontrolu nad průběhem zkoušek. Ellis a Ivy (Megan Hilty) se spikli, aby měla Ivy šanci zpívat Kareninu píseň "Secondhand White Baby Grand".

## Seznam písní
- "Run"
- "A Thousand and One Nights"
- "Secondhand White Baby Grand"

## Sledovanost
Epizodu v den vysílání sledovalo 6,01 milionů amerických diváků, od minulé epizody byl jistý nárůst počtu diváků. Epizoda získala rating 2,0/5.

## Ohlas u kritiků
Americký internetový server The A.V. Club dal této epizodě hodnocení 3-.